# 站在子彈上的男人
《站在子彈上的男人》（英語：The Naked Gun 2½: The Smell of Fear）是一部1991年美國犯罪喜劇片，由大衛·索克執導並與帕特·普羅夫特共同編劇，傑瑞·索克和吉姆·亞伯拉罕擔任執行製片人。該片為1988年電影《笑彈龍虎榜》的續集，以及《白頭神探》系列電影的第二部作品。由萊斯里·尼爾森繼續飾演法蘭克·雷賓，其他主演包括普里西拉·普里斯萊、喬治·甘迺迪、O·J·辛普森和羅伯特·高勒特。
《站在子彈上的男人》1991年6月28日在美國上映，取得褒貶不一的評價和成功的票房。續集《脫線總動員》於1994年推出。

## 劇情
法蘭克·雷賓獲美國總統喬治·H·W·布希邀請參加在白宮舉行的聚會，其中阿爾伯特·梅因海默博士將主導總統的國家能源方案，並將於下週在国家记者俱乐部上宣布自己的能源方案。由於梅因海默博士是是可再生能源的倡導者，使煤炭、石油和核工業的負責人對此感到不安。珍·史賓賽現已與法蘭克分手，並為梅因海默博士工作。某晚，她看見一名男子走向廂型車後，研究機構因一枚炸彈而引爆。
第二天早上，法蘭克前來勘查爆炸案時再次遇見了珍，以及珍的石油公司高管男友昆丁·赫斯堡，他對此非常嫉妒。法蘭克在酒吧遇見上司艾德·霍肯後又見到了珍，但兩人不歡而散。另一方面，赫斯堡在各家能源負責人會議上透露，自己綁架了梅因海默博士並讓厄爾·哈克偽裝成他的樣子，以在記者會上幫助他們背書。
特警隊追查起廂型車司機赫克托·沙維奇，但最後不但讓他逃脫，還因法蘭克對裝甲車失去控制、使城市動物園的動物得以逃脫。在當晚的一個聚會上，法蘭克對於梅因海默博士沒有馬上認出自己而感到疑惑。法蘭克因在聚會上造成混亂而打算到珍的家中向她道歉，但巧遇沙維奇企圖暗殺珍，直到法蘭克出手相救：沙維奇因被消防水管插入他的嘴而使大量的水注入體內、最後爆炸死亡。
第二天，特警隊直搗能源負責人會議的根據地，但法蘭克反遭赫斯堡捉住，直到艾德等人進來救出他和梅因海默博士。晚間，法蘭克、艾德、諾柏警探和梅因海默博士裝扮成一支墨西哥街頭樂隊進入記者會，雖然造成一些問題但仍讓真正的梅因海默博士上台演講，而冒牌貨厄爾·哈克則被捉住。赫斯堡帶著珍逃向建築物屋頂並與法蘭克三人發生槍戰；赫斯堡用珍來威脅法蘭克放下槍，並告訴他將用一個小型的定時核武器裝置殺光建築物中的所有人。之後，赫斯堡被艾德扔到樓下，雖然遮雨篷救了他一命，但隨即又被動物園裡的一頭逃脫的獅子殺死。
艾德和諾柏回到會場試圖疏散群眾，而法蘭克和珍最後成功解除了炸彈。總統在大眾面前讚揚了法蘭克，總統為他提供了一個特別職位——擔任聯邦警察小隊的負責人。但法蘭克拒絕，反向珍求婚，希望自己能再因工作而錯過愛情，而珍也表示答應。

## 演員
- 萊斯里·尼爾森飾演法蘭克·雷賓（英语：Frank Drebin）
- 普里西拉·普里斯萊飾演珍·史賓賽（Jane Spencer）
- 喬治·甘迺迪飾演艾德·霍肯上尉（Capt. Ed Hocken）
- O·J·辛普森飾演諾柏警探（Det. Nordberg）
- 羅伯特·高勒特（英语：Robert Goulet）飾演昆丁·赫斯堡（Quentin Hapsburg）
- 李查·葛瑞夫斯飾演阿爾伯特·梅因海默博士／厄爾·哈克（Dr. Albert S. Meinheimer / Earl Hacker）
- 安東尼·詹姆士（英语：Anthony James (actor)）飾演赫克托·沙維奇（Hector Savage）
- 艾德·威廉斯（英语：Ed Williams (actor)）飾演泰德·歐森（Ted Olsen）
- 約翰·羅爾克（John Roarke）飾演美國總統喬治·H·W·布希
- 瑪格麗·羅斯（Margery Ross）飾演第一夫人芭芭拉·布希
- 彼得·范諾登（Peter Van Norden）飾演幕僚長約翰·H·蘇努努（英语：John H. Sununu）
- 蓋兒·尼利（Gail Neely）飾演温妮·曼德拉
- 「怪人奧爾」揚科維奇飾演警局混混
- 吉娜·馬斯特羅基科莫（Gina Mastrogiacomo）飾演情趣用品店老闆

著名演員莎莎·嘉寶及音樂家梅爾·托美亦在片中以本人的身份客串演出，兩人分別飾演片頭被警車攔下的女子和與珍跳舞的男子。

## 外部連結
- 互联网电影数据库（IMDb）上《站在子彈上的男人》的资料（英文）
- AllMovie上《站在子彈上的男人》的资料（英文）
- Box Office Mojo上《站在子彈上的男人》的資料（英文）
- 爛番茄上《站在子彈上的男人》的資料（英文）